# Ordoská plošina

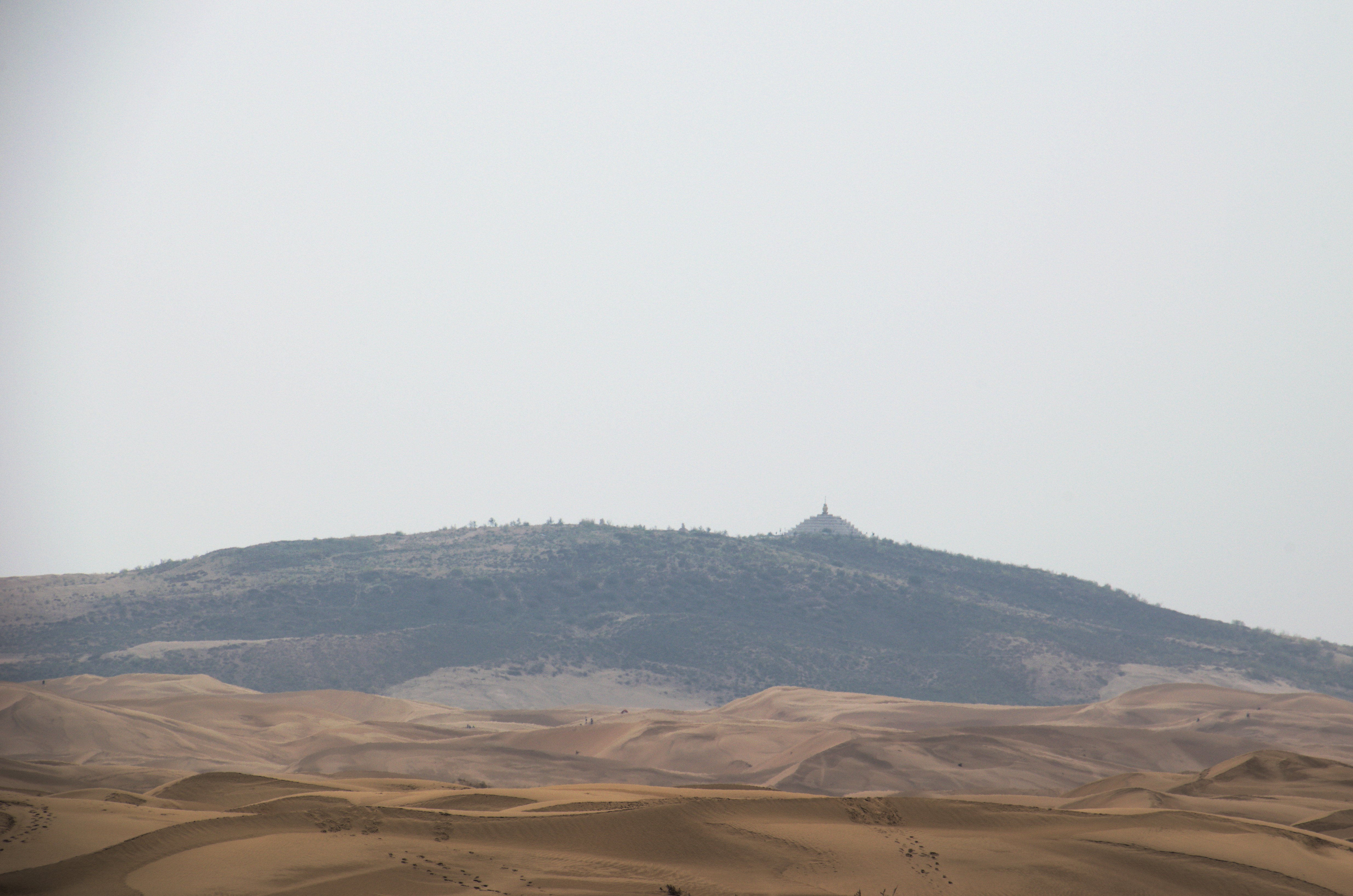
Písečné duny a stepi v poušti Kubuqi

Ordoská plošina (čínsky v českém přepisu E-er-tuo-s’ kao-jüan, pchin-jinem È'ěrduōsī Gāoyuán, znaky zjednodušené 鄂尔多斯高原, tradiční 鄂爾多斯高原) nebo Ordoský masív je náhorní plošina na severozápadě Číny v autonomních oblastech Vnitřní Mongolsko a Ning-sia a provinciích Kan-su a Šen-si. Na severu, západu a východu ji ohraničuje oblouk středního toku Žluté řeky, na jihu přechází ve Sprašovou plošinu. Nadmořská výška dosahuje 1000–1600 metrů, je druhou největší čínskou sedimentární pánví o rozloze cca 370 tisíc km². 
Velká čínská zeď z mingské doby plošinu rozděluje na severní, níže položený Horní Ordos od jižního Dolního Ordosu. Severní část je vesměs řídce osídlený pouštní a polopouštní region tvořený Ordoskou pouští, pouze údolí Žluté řeky tvoří pás úrodné travnaté stepi, známé jako kraj Che-tchao (doslova „Říční oblouk“)
Zalidněnějším jihem Ordosu prochází horní toky dvou největších přítoků řeky Wej, řek Ťing a Luo, jejichž údolí protínají hory východně od Tchien-šuej a jižně od Ping-liangu, Čching-jangu a Jen-anu a odtékají do pláně Kuan-čung. Jižní Ordos a Kuan-čung byly jednou z kolébek čínské civilizace a zůstávaly hustě osídleny v celé čínské historii. Největší město oblasti Kuan-čung, Si-an, je desáté největší čínské město a nejlidnatější sídlo v celé severozápadní Číně a dlouho sloužilo jako hlavní město Číny ve více než tuctu starověkých a středověkých států.
Tato oblast je také archeologicky významná. Kosterní pozůstatky a artefakty ukazují, že ve starém paleolitu zde žili lidé takzvané ordoské kultury. V pozdním neolitu se rozvinula nebo zavedla kultura Ču-kchaj-kou, po níž následovala ordoská kultura doby železné.